# نظریه وحدت بزرگ
نظریّهٔ یکپارچه بزرگ (به انگلیسی: Grand unified theory) یا GUT به هرکدام از نظریه‌ها و مدل‌هایی می‌گویند که پیش‌بینی‌شان این است که در انرژی‌های بسیار بالا (بیشتر از {\displaystyle 10^{14}GeV}) نیروهای الکترومغناطیسی، هسته‌ای ضعیف، و هسته‌ای قوی یک میدان نیروی واحد بوده‌اند.
تا حالا فیزیکدانان توانسته‌اند الکترومغناطیس و نیروی هسته‌ای ضعیف را در قالب نیروی الکتروضعیف متّحد کنند، و کار برای متّحدکردن هسته‌ای ضعیف و کرومودینامیک کوانتومی در قالب برهم‌کنش QCD-الکتروضعیف ادامه دارد که گاهی به آن نیروی الکتروقوی می‌گویند. فراتر از نظریّهٔ وحدت بزرگ، کسانی می‌گویند که حتی می‌توان گرانش را هم با سه نیروی دیگر متّحد کرد و به نظریّهٔ همه‌چیز رسید.
گفته می‌شود، بخشی از نظریهٔ وحدت بزرگ که مربوط به نظریهٔ الکتروضعیف است، توسط عبدالسلام و واینبرگ و گلاشو ارائه شده‌است.
امروزه شتابدهنده‌های عظیم ذرات، خاصیت عجیبی از نیروی هسته‌ای قوی را به نمایش می‌گذارند. این دستگاه‌های عظیم به ما نشان می‌دهند که در دماهای خیلی زیاد از قدرت نیروی هسته‌ای کاسته شده و این امر باعث از بین رفتن تقید کوارک‌ها و گلئون‌ها می‌شود آن‌ها را تقریباً به ذرات آزاد تبدیل می‌کند. این در صورتی است که نیروی الکترو ضعیف در دماهای خیلی زیاد رفتاری کاملاً معکوس داشته و بر قدرتش افزوده می‌شود. این توفیقی است که ما بتوانیم در دماهای خیلی بالا، این دو نیرو را هم ارز با یکدیگر کنیم و به وحدت بزرگ دست یابیم.
البته این نظریه کاملاً فراگیر نیست زیرا میدان گرانش را هنوز شامل نشده‌است، اما مسیر است که شاید بتواند در آینده فیزیک را به میدان واحد مورد نظر اینشتین برساند. نظریه گات بیان می‌کند که عامل افتراق نیروهای چهارگانه، کاهش دمای عالم است و هرچه دما زیادتر شود و انرژی بالاتر رود به اتحاد نیروها نزدیکتر می‌شویم. با نزدیکتر شدن به این دمای بالا ذرات متفاوتی مانند الکترونها و کوارک‌ها که اسپین ۱/۲ دارند، همسان‌تر می‌شوند.
مقدار انرژی لازم برای این اتحاد به درستی روشن نیست. اما دست کم این انرژی باید برابر هزار میلیارد میلیارد الکترون ولت باشد. دستگاه‌های شتابدهنده امروزی می‌توانند ذراتی با انرژی حدوداً یکصد میلیارد الکترون ولت را در تصادم ذرات ایجاد کنند. اما رسیدن به انرژی که برای ما وحدت میدانها را در آزمایشگاه‌ها ایجاد کند، در حال حاضر میسر نیست.

### کتابشناسی
- به دنبال وحدت از فیزیک تا عرفان، نوشته دکتر بهزاد زمانی مقدم،انتشارات اطلاعات، ۱۳۸۲
- تاریخچه زمان، نوشته هاوکینگ، ترجمه دادفر،انتشارات کیهان، ۱۳۷۵
- فراسوی اینشتین، نوشته میچو کاکو، ترجمه حمیدرضا جودیر،انتشارات ایمان ،۱۳۷۶